# Bon Tūmān-e Seh
Bon Tūmān-e Seh (persiska: بن تومان سه, Bontūmān-e Seh) är en ort i Iran.   Den ligger i provinsen Lorestan, i den västra delen av landet, 400 km sydväst om huvudstaden Teheran. Bon Tūmān-e Seh ligger 938 meter över havet och antalet invånare är 105.
Terrängen runt Bon Tūmān-e Seh är huvudsakligen kuperad. Bon Tūmān-e Seh ligger nere i en dal. Runt Bon Tūmān-e Seh är det ganska glesbefolkat, med 28 invånare per kvadratkilometer. Närmaste större samhälle är Vasīān, 12,5 km nordost om Bon Tūmān-e Seh. Omgivningarna runt Bon Tūmān-e Seh är i huvudsak ett öppet busklandskap.